# Samtgemeinde Ahlden
Die Samtgemeinde Ahlden ist eine Samtgemeinde im Landkreis Heidekreis in Niedersachsen. In ihr haben sich fünf Gemeinden zur Erledigung ihrer Verwaltungsgeschäfte zusammengeschlossen. Der Sitz der Verwaltung der Samtgemeinde befindet sich in Hodenhagen.

## Geographie

### Geographische Lage
Die Samtgemeinde Ahlden liegt zentral im Dreieck der Großstädte Bremen-Hamburg-Hannover. Die Autobahnen A 7 und A 27 sind über die Auffahrt Westenholz am Autobahndreieck Walsrode zu erreichen. Die Samtgemeinde Ahlden liegt im Aller-Leine-Tal.

### Samtgemeindegliederung
Zur Samtgemeinde Ahlden gehören fünf Gemeinden.
| Name der Gemeinde       | Einwohner (31. Dezember 2023) |
| ----------------------- | ----------------------------- |
| Ahlden (Aller), Flecken | 1609                          |
| Eickeloh                | 789                           |
| Grethem                 | 656                           |
| Hademstorf              | 832                           |
| Hodenhagen              | 3119                          |

## Geschichte
Gegründet wurde die Samtgemeinde am 1. März 1974 durch die Gebietsreform des Landes Niedersachsen.

## Politik

### Samtgemeinderat
Der Rat der Samtgemeinde Ahlden besteht aus 20 Ratsfrauen und Ratsherren. Dies ist die festgelegte Anzahl für eine Gemeinde mit einer Einwohnerzahl zwischen 6.001 und 7.000 Einwohnern. Die 18 Ratsmitglieder werden durch eine Kommunalwahl für jeweils fünf Jahre gewählt. Die aktuelle Amtszeit begann am 1. November 2021 und endet am 31. Oktober 2026.

Stimmberechtigt im Rat der Samtgemeinde ist außerdem der hauptamtliche Samtgemeindebürgermeister.
Die letzte Kommunalwahl am 12. September 2021 ergab das folgende Ergebnis:
- CDU: 8 Sitze (38,03 %)
- SPD: 7 Sitze (33,84 %)
- Freiwillige Unabhängige Wählergemeinschaft (FUWG): 5 Sitze (25,63 %)

Die vorherigen Kommunalwahlen ergaben die folgenden Sitzverteilungen und Ergebnisse:
| Partei/Wählergruppe | % 2016 | Sitze 2016 | % 2011 | Sitze 2011 |
| ------------------- | ------ | ---------- | ------ | ---------- |
| CDU                 | 41.9   | 8          | 40.4   | 7          |
| SPD                 | 35.3   | 6          | 43.8   | 8          |
| FUWG                | 22.8   | 4          | 15.8   | 3          |
| Gesamt              | 100    | 18         | 100    | 18         |
| Wahlbeteiligung     | 58,1 % | 58,1 %     | 56,2 % | 56,2 %     |

### Samtgemeindebürgermeister
Der Samtgemeindebürgermeister ist neben dem Samtgemeinderat und dem Samtgemeindeausschuss das dritte Organ der Samtgemeinde mit wichtigen selbständigen Entscheidungszuständigkeiten. Er ist Leiter der Samtgemeindeverwaltung, führt die Beschlüsse der anderen Organe aus und vertritt die Samtgemeinde nach außen. Er ist also auch Repräsentant der Samtgemeinde Ahlden.
Hauptamtlicher Samtgemeindebürgermeister der Samtgemeinde Ahlden war seit 2006 Heinz-Günter Klöpper (SPD). Bei der letzten Bürgermeisterwahl am 25. Mai 2014 wurde er als Amtsinhaber mit 51,0 % der Stimmen wiedergewählt. Sein Gegenkandidat Carsten Niemann (CDU) erhielt 49,0 %. Die Wahlbeteiligung lag bei 52,5 %. Klöpper trat seine weitere Amtszeit am 1. November 2014 an und übte das Amt bis zu seinem Tod am 9. April 2016 aus.
Am 11. September 2016 wurde Carsten Niemann (parteilos) als Einzelbewerber mit 78,1 % der Stimmen zum Bürgermeister der Samtgemeinde gewählt.
Bei den Kommunalwahlen 2021, am 12. September 2021 traten zwei Bewerber um das Amt des Samtgemeindebürgermeisters an. Der bis dahin amtierende Carsten Niemann trat gegen den Mitbewerber Dr. Christoph Wasserfuhr an. Carsten Niemann konnte 81,52 % der Stimmen auf sich vereinigen, Dr. Christoph Wasserfuhr erhielt 18,48 %. Seit dem 1. November 2021 ist Carsten Niemann im Amt der Samtgemeinde Ahlden als wiedergewählter Samtgemeindebürgermeister tätig.

### Wappen
Das Wappen der Samtgemeinde Ahlden ist blau-gold geteilt und zeigt oben einen goldenen Adlerflügel, unten einen roten gekrönten Löwen.

## Wirtschaft und Infrastruktur

### Wirtschaft
Namhafte Unternehmen mit Logistikbetrieben und produzierende Betriebe haben sich in der Mitgliedsgemeinde Hodenhagen niedergelassen, auch Unternehmen aus dem Dienstleistungssektor finden gute Standortvoraussetzungen. Auch touristisch hat die Samtgemeinde Ahlden viel zu bieten.

### Bildung
Im Samtgemeindebereich sind sechs Kindergärten, zwei Grundschulen und eine Oberschule vorhanden.

### Verkehr
- A 7 Hamburg – Hannover (Abfahrt Westenholz)
- A 27 Bremen – Walsrode (Abfahrt Walsrode Süd)
- Landesstraßen 190, 191 und 157